# بیلی مرسر (بازیکن فوتبال، زاده ۱۸۹۶)
بیلی مرسر (انگلیسی: Billy Mercer; ۱۴ مارس ۱۸۹۶ – ۱۹۷۵ (۷۸−۷۹ سال)) بازیکن فوتبال اهل بریتانیا بود.
از باشگاه‌هایی که در آن بازی کرده‌است می‌توان به باشگاه فوتبال بوستون تاون، باشگاه فوتبال پرستون نورث اند، باشگاه فوتبال لانکستر، و باشگاه فوتبال بلکپول اشاره کرد.